# (52767) Ophélestès
(52767) Ophélestès, désignation internationale (52767) Ophelestes, est un astéroïde troyen jovien.

## Description
(52767) Ophélestès est un astéroïde troyen jovien, camp troyen, c'est-à-dire situé au point de Lagrange L5 du système Soleil-Jupiter. Il présente une orbite caractérisée par un demi-grand axe de 5,305 UA, une excentricité de 0,023 et une inclinaison de 12,8° par rapport à l'écliptique.
Il est nommé en référence au personnage de la mythologie grecque Ophélestès, acteur du conflit légendaire de la guerre de Troie.

## Compléments